# 小兄弟会
小兄弟会（拉丁語：Ordo Fratrum Minorum；勳銜为OFM；也称方济各会）是天主教托钵修会方济各会第一会最大的分支，由亞西西的方濟各于1209年创立。该修会遵循创始人及其主要同僚和追随者（如亞西西的加辣、里斯本的聖安多尼和聖麗莎等）的教义和纪律。